# Giorgi Kvirikashvili
Giorgi Kvirikashvili (Georgiano: გიორგი კვირიკაშვილი Giorgi K'virik'ashvili; nacido el 20 de julio de 1967) es un político georgiano que fue Primer ministro de Georgia desde el 30 de diciembre de 2015 hasta el 13 de junio de 2018. Anteriormente fue ministro de Economía y Desarrollo sustentable del 25 de octubre de 2012 hasta el 1 de septiembre de 2015, ministro de relaciones exteriores del 1 de septiembre de 2015 hasta el 30 de diciembre de 2015, y vice primer ministro del 26 de julio de 2013 hasta el 30 de diciembre de 2015.

## Educación
Nació en Tiflis, Kvirikashvili pasó por el servicio militar obligatorio en el ejército soviético de 1986 hasta 1988. Se graduó de la Universidad Médica estatal de Tiflis con el título de medicina interna en 1991 y después de la Universidad Estatal de Tiflis con el título de economía en 1995. En 1998,  obtuvo el título de maestría en finanzas en la Universidad de Illinois.

## Carrera
Kvirikashvili trabajó como ejecutivo para varios bancos en Georgia de 1993 hasta 1999 y como jefe adjunto de la oficina fiscal y monetaria en la Cancillería Estatal del Presidente de Georgia en 1999. De 1999 hasta el 2004, fue miembro del Parlamento de Georgia en el boleto de los nuevos partidos de derecha. Después de que la revolución de las rosas sacara a Mikheil Saakashvili de la presidencia, Kvirikashvili regresó a sus negocios. De 2006 a 2011,  fue director general del banco Cartu, poseído por el multimillonario magnate Bidzina Ivanishvili. Con Ivanishvili logró ingresar a la política y la victoria de su coalición ''Sueño Georgiano''  sobre el partido de Saakashvili, Movimiento Nacional Unido en las elecciones parlamentarias de 2012, Kvirikashvili fue nombrado Ministro de Economía y Desarrollo Sustentable de Georgia en el gabinete de Bidzina Ivanishvili en octubre de 2012. Además ocupó el cargo de vice primer ministro en julio del 2013. Conservó ambos cargos en el gabinete del sucesivo presidente Irakli Garibashvili, eligiendo a Ivanishvili como su sucesor, en noviembre de 2013.
En diciembre de 2015, Kviriashvili fue nominado por la coalición ''Sueño Georgiano'' como nuevo primer ministro, después de que Irakli Garibashvili anunciara su renuncia. Kvirikashvili y su gabinete entrante ganaron el voto de confianza en el Parlamento con 86 votos a favor y 28 en contra, el 30 de diciembre de 2015.